# Mañana en un bosque de pinos

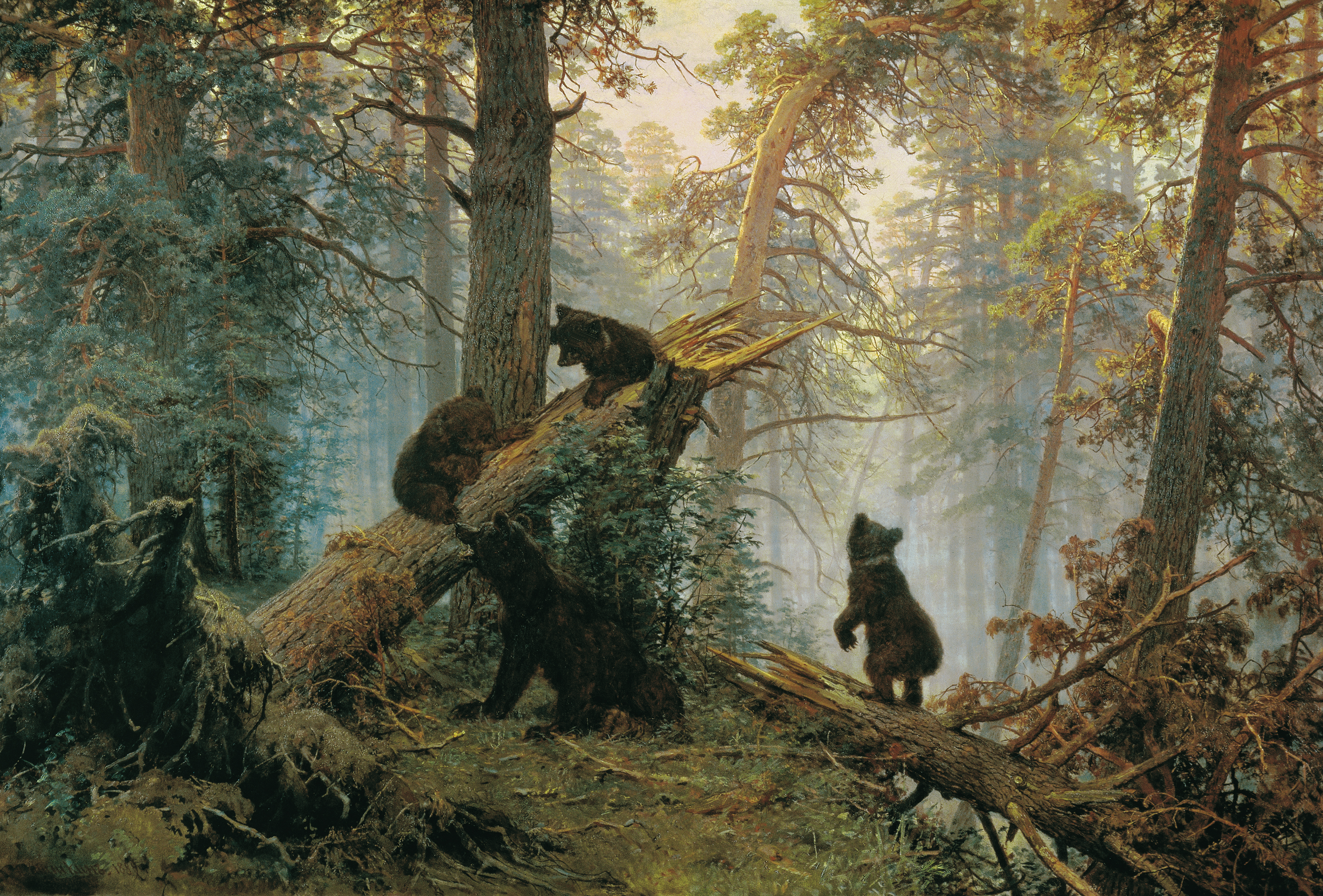
La pintura fue realizada en 1889, usando la técnica de pintura al óleo.

Mañana en un bosque de pinos (del ruso: Утро в сосновом лесу) es una pintura elaborada por los artistas Iván Shishkin y Konstantín Savitski. Los osos fueron pintados por Savitski, pero el coleccionista de arte Pável Tretiakov borró su firma, declarando que "tanto la idea como el estilo, revelan la manera de pintar y el método creativo peculiar de Shishkin", por eso es que actualmente la pintura es acreditada sólo a Shishkin.
Esta obra se volvió muy popular, siendo reproducida en varios objetos, incluyendo los chocolates "Clumsy Bear" por Krasny Oktyabr. Según una encuesta, la pintura es la segunda más popular en Rusia detrás de Bogatyrs por Viktor Vasnetsov. Otras pinturas similares de Shishkin son: El Bosque en Primavera (1884) y El Bosque Sestrotesk (1896).
Se cree que Shishkin se inspiró en los pinos cercanos a Gorodomlya en lago Seliguer, donde a menudo le gustaba descansar durante el verano.